# Avarua satchelli
Avarua satchelli är en spindelart som beskrevs av Marples 1955. Avarua satchelli ingår i släktet Avarua och familjen hoppspindlar. Inga underarter finns listade.